# Nemanja Gudelj
Nemanja Gudelj (Belgrado, Yugoslavia, hoy Serbia, 16 de noviembre de 1991) es un futbolista serbio que juega como centrocampista en el Sevilla F. C. de la Primera División de España.

## Trayectoria
Firmó su primer contrato profesional con el NAC Breda en julio de 2009, debutando en competiciones en agosto de 2010. En el verano de 2013 fue traspasado al AZ Alkmaar por 3 millones de euros. En el AZ Alkmaar jugó un total de 89 partidos: debutó en liga contra el SC Heerenveen. En el verano de 2015 fue traspasado al AFC Ajax de Ámsterdam por 6 millones de euros jugando su primer partido de la Eredivise el 9 de agosto en el campo de su anterior equipo y llegando a marcar un gol. El 4 de agosto de 2015 jugó su primer partido de Champions League contra el SK Rapid de Viena en el play-off de clasificación.
En verano de 2019 fichó por el Sevilla F. C., al cual llegó libre tras rescindir su contrato con el Guangzhou ET.

## Selección nacional
Después de haber sido convocado en las categorías sub-19 y sub-21, hizo su debut con la selección de Serbia el 5 de marzo de 2014, en una victoria como visitante por 2-1 sobre Irlanda en un partido amistoso, ingresando como sustituto en el último minuto por Antonio Rukavina. Ese año jugó para la selección nacional otras cuatro veces, enfrentando a Jamaica en dos ocasiones, a Panamá y a Brasil.
En julio de 2014, su antiguo entrenador en el AZ, Dick Advocaat, fue nombrado seleccionador de Serbia para la campaña de la Eurocopa 2016. Anotó su primer gol el 18 de noviembre en una victoria amistosa como visitante por 2-0 contra Grecia.
En noviembre de 2022 fue convocado para formar parte del equipo de Serbia en la Copa Mundial de la FIFA 2022 en Catar. Participó en los partidos de la fase de grupos contra Brasil y contra Suiza. Serbia terminó en cuarto lugar en el grupo.

### Participaciones en Copas del Mundo
| Mundial                        | Sede  | Resultados     | Partidos | Goles |
| ------------------------------ | ----- | -------------- | -------- | ----- |
| Copa Mundial de Fútbol de 2022 | Catar | Fase de grupos | 2        | 0     |

### Participaciones en Eurocopas
| Copa          | Sede     | Resultado    | Partidos | Goles |
| ------------- | -------- | ------------ | -------- | ----- |
| Eurocopa 2024 | Alemania | Primera fase | 2        | 0     |

## Estadísticas

### Clubes
Actualizado al último partido disputado el 25 de mayo de 2025.
| NAC Breda · Países Bajos | 1.ª           | 2009-10       | 0   | 0  | 0  | 0 | 0  | 0 | 0   | 0  |
| NAC Breda · Países Bajos | 1.ª           | 2010-11       | 29  | 2  | 4  | 0 | —  | — | 33  | 2  |
| NAC Breda · Países Bajos | 1.ª           | 2011-12       | 16  | 1  | 1  | 0 | —  | — | 17  | 1  |
| NAC Breda · Países Bajos | 1.ª           | 2012-13       | 34  | 5  | 3  | 0 | —  | — | 37  | 5  |
| NAC Breda · Países Bajos | Total club    | Total club    | 79  | 8  | 8  | 0 | 0  | 0 | 87  | 8  |
| AZ Alkmaar · Países Bajos | 1.ª           | 2013-14       | 33  | 6  | 6  | 0 | 14 | 1 | 53  | 7  |
| AZ Alkmaar · Países Bajos | 1.ª           | 2014-15       | 32  | 11 | 4  | 1 | —  | — | 36  | 12 |
| AZ Alkmaar · Países Bajos | Total club    | Total club    | 65  | 17 | 10 | 1 | 14 | 1 | 89  | 19 |
| Ajax de Ámsterdam · Países Bajos | 1.ª           | 2015-16       | 34  | 4  | 2  | 0 | 10 | 1 | 46  | 5  |
| Ajax de Ámsterdam · Países Bajos | 1.ª           | 2016-17       | 6   | 2  | 0  | 0 | 7  | 0 | 13  | 2  |
| Ajax de Ámsterdam · Países Bajos | Total club    | Total club    | 40  | 6  | 2  | 0 | 17 | 1 | 59  | 7  |
| Tianjin TEDA China | 1.ª           | 2017          | 19  | 1  | 1  | 0 | —  | — | 20  | 1  |
| Tianjin TEDA China | Total club    | Total club    | 19  | 1  | 1  | 0 | 0  | 0 | 20  | 1  |
| Guangzhou Evergrande China | 1.ª           | 2018          | 11  | 2  | 1  | 0 | 6  | 1 | 18  | 3  |
| Guangzhou Evergrande China | Total club    | Total club    | 11  | 2  | 1  | 0 | 6  | 1 | 18  | 3  |
| Sporting C. P. Portugal | 1.ª           | 2018-19       | 27  | 1  | 11 | 0 | 5  | 0 | 43  | 1  |
| Sporting C. P. Portugal | Total club    | Total club    | 27  | 1  | 11 | 0 | 5  | 0 | 43  | 1  |
| Sevilla F. C. · España | 1.ª           | 2019-20       | 24  | 0  | 4  | 0 | 10 | 0 | 38  | 0  |
| Sevilla F. C. · España | 1.ª           | 2020-21       | 30  | 0  | 6  | 0 | 8  | 0 | 44  | 0  |
| Sevilla F. C. · España | 1.ª           | 2021-22       | 21  | 0  | 4  | 0 | 3  | 0 | 28  | 0  |
| Sevilla F. C. · España | 1.ª           | 2022-23       | 34  | 3  | 5  | 0 | 14 | 1 | 53  | 4  |
| Sevilla F. C. · España | 1.ª           | 2023-24       | 22  | 1  | 1  | 0 | 7  | 2 | 30  | 3  |
| Sevilla F. C. · España | 1.ª           | 2024-25       | 31  | 1  | 0  | 0 | —  | — | 31  | 1  |
| Sevilla F. C. · España | Total club    | Total club    | 162 | 5  | 20 | 0 | 42 | 3 | 224 | 8  |
| Total carrera | Total carrera | Total carrera | 403 | 40 | 53 | 1 | 84 | 6 | 540 | 47 |
| (1) Incluye datos de la Copa de los Países Bajos, la Supercopa de los Países Bajos, la FA Cup de China, la Supercopa de China, la Copa de Portugal, la Copa de la Liga de Portugal y la Copa del Rey. (2) Incluye datos de la Liga Europa de la UEFA, la Liga de Campeones de la UEFA, la Supercopa de Europa y la Liga de Campeones de la AFC. |               |               |     |    |    |   |    |   |     |    |

## Palmarés

### Títulos nacionales
| Título                      | Club            | País     | Año     |
| --------------------------- | --------------- | -------- | ------- |
| Supercopa de China          | Guangzhou E. T. | China    | 2018    |
| Copa de la Liga de Portugal | Sporting C. P.  | Portugal | 2018-19 |
| Copa de Portugal            | Sporting C. P.  | Portugal | 2018-19 |

### Títulos internacionales
| Título                 | Club          | Sede     | Año     |
| ---------------------- | ------------- | -------- | ------- |
| Liga Europa de la UEFA | Sevilla F. C. | Alemania | 2019-20 |
| Liga Europa de la UEFA | Sevilla F. C. | Hungría  | 2022-23 |

## Vida privada
Es hermano del también futbolista Dragiša Gudelj, hijo de entrenador Nebojša Gudelj y su primo segundo es Vlado Gudelj.